# Championnats du monde masculins de VTT cross-country short track
Le VTT cross-country short track est une des épreuves au programme des championnats du monde de VTT. Elle est organisée depuis les championnats de 2021.

## Élites

### Podiums
| Année            | Or                  | Argent            | Bronze            |
| ---------------- | ------------------- | ----------------- | ----------------- |
| 2021 Val di Sole | Christopher Blevins | Henrique Avancini | Maximilian Brandl |
| 2022 Les Gets    | Samuel Gaze         | Filippo Colombo   | Thomas Litscher   |
| 2023 Glasgow     | Samuel Gaze         | Victor Koretzky   | Tom Pidcock       |
| 2024 Pal Arinsal | Victor Koretzky     | Charlie Aldridge  | Alan Hatherly     |

### Tableaux des médailles
Tableau des médailles par coureur
| Rang  | Athlète             | Or | Argent | Bronze | Total |
| ----- | ------------------- | -- | ------ | ------ | ----- |
| 1     | Samuel Gaze         | 2  | 0      | 0      | 2     |
| 2     | Victor Koretzky     | 1  | 1      | 0      | 2     |
| 3     | Christopher Blevins | 1  | 0      | 0      | 1     |
| 4     | Henrique Avancini   | 0  | 1      | 0      | 1     |
| 4     | Filippo Colombo     | 0  | 1      | 0      | 1     |
| 4     | Charlie Aldridge    | 0  | 1      | 0      | 1     |
| 7     | Maximilian Brandl   | 0  | 0      | 1      | 1     |
| 7     | Thomas Litscher     | 0  | 0      | 1      | 1     |
| 7     | Tom Pidcock         | 0  | 0      | 1      | 1     |
| 7     | Alan Hatherly       | 0  | 0      | 1      | 1     |
| Total | Total               | 4  | 4      | 4      | 12    |

Tableau des médailles par pays
| Rang  | Nation           | Or | Argent | Bronze | Total |
| ----- | ---------------- | -- | ------ | ------ | ----- |
| 1     | Nouvelle-Zélande | 2  | 0      | 0      | 2     |
| 2     | France           | 1  | 1      | 0      | 2     |
| 3     | États-Unis       | 1  | 0      | 0      | 1     |
| 4     | Suisse           | 0  | 1      | 1      | 2     |
| 4     | Royaume-Uni      | 0  | 1      | 1      | 2     |
| 6     | Brésil           | 0  | 1      | 0      | 1     |
| 7     | Allemagne        | 0  | 0      | 1      | 1     |
| 7     | Afrique du Sud   | 0  | 0      | 1      | 1     |
| Total | Total            | 4  | 4      | 4      | 12    |

## Palmarès moins de 23 ans
| Année            | Or         | Argent      | Bronze           |
| ---------------- | ---------- | ----------- | ---------------- |
| 2024 Pal Arinsal | Riley Amos | Bjorn Riley | Tobias Lillelund |